# Gese
A gese (tibeti: dge bshes, hosszabb alakja: dge-ba'i bshes-gnyen, "erényes barát"; szanszkrit eredeti: kaljánamitra) tibeti buddhista egyetemi tudományos fokozat a szerzetesek és az apácák számára. Ezt a címet főleg a gelug vonalban használják, de létezik a szakja és bon hagyományokban is. Gese címet világi személy nem kaphatja és 2012 előtt nők sem kaphatták. Az apácák számára ezt a tudományos fokozatot úgy nevezik, hogy gesema.

## Története
A gese címet először nagyra becsült kadampa mestereknek ítélték oda, például Csekava Jese Dordzsének (1102-1176), aki egy fontos lodzsong (tudat-gyakorlat) szöveg szerzője (A szellem képzése hét pontban) és gese Langri Tangpának (dGe-bshes gLang-ri Thang-pa, 1054-1123).
A gese tanulmányok tanmenete megfelel a Nálandához hasonló egykori indiai buddhista egyetemeken tanított tantárgyaknak. Ezeket az ókori egyetemeket később lerombolták ugyan az Indiába benyomuló iszlám hódítók, viszont Tibetben zavartalanul folytatódott a hagyományos buddhista képzés. Legelőször a szakja egyházi vonalon vezették be ezt a tudományos fokozatot, ahol úgy nevezték, hogy ka-si ("négy tantárgy") vagy ka-csu ("tíz tantárgy"). A szakják a tanulmányok elvégzése után címet adományoztak a tanulóknak dialektikai szertartásos vitázásért. Congkapa idejében a szakja tudományos elismerést a Szangphu, a Kjormolung és a Devacsen (későbbi nevén Ratö) kolostorokban adtak.
A geshe fokozat a gelug egyházi vonal hagyományaiban élte virágkorát. A különböző iskolák diákjai gelug tanulmányokat folytattak a gelug kolostorokban. A gelugpa gesék gyakran folytatták később tanulmányaikat valamelyik lhászai tantrikus főiskolán (a Gyütö vagy Gyüme - tantrikus egyetemek tantrikus tudományos "gese" fokozatot adnak).
Szakja és gelug hatásra a kagyü és a nyingma iskolák is kifejlesztették a saját oktatási rendszerüket. Ezekben az iskolákban a tudományos fokozatok elnevezései: ka-rabdzsampa ("az írások akadálymentes ismerője"), illetve kenpo (a gelug iskolában ez az apát elnevezése). A kagyu és az nyingma iskolákban fontosabbnak tekintik a szövegmagyarázatok ismeretét, mint a vitázásban való ügyességet, ennek megfelelően valamelyest szélesebb körből merítenek a forrásokból. Ezeket a tanulmányokat ideális esetben kilenc éven át végzik, amelyet egy három év, három hónapos elvonulásos meditáció zár.
2011. áprilisban a dharamszalai Buddhista dialektikus tudományok intézete gese tudományos fokozatot adományozott egy német származású apácának, Kelszang Vangmo-nak, aki a világ első női geséje.
2013-ban tehettek először tibeti nők gese vizsgát.

## Tanmenet
A gese tanulmányok tanmenete az "összegyűjtött témákból" (tibeti: བསྡུས་གྲྭ་, wylie: bsdus-grwa), illetve az öt fő tantárgyból áll.
A buddhista tanulmányok öt alapvető témái a következők (indiai forrásszövegekkel együtt):
1. Abhidharma (Magasabb tudás, wylie: mdzod)
  - A magasabb tudás rövid összefoglalója (Abhidharma szamuccsaja) - Aszanga
  - A magasabb tudás kincse (Abhidharma-kosa) - Vaszubandhu
2. Pradzsnyápáramitá (A bölcsesség tökéletessége, wylie: phar-phyin)
  - Ornament of Clear Realization (Abhisamayālaṃkāra) - Maitréja
  - A bodhiszattva útja (Bodhiszattvacsarjávatára, wylie: sPyod-‘jug) - Sántidéva
3. Madhjamaka (Middle Way, wylie: dbu-ma) 
  - A középút alapvető bölcsessége (Múlamadhjamakakáriká, wylie: rTsa dbu-ma) - Nágárdzsuna
  - Négyszáz vers a bodhiszattvák jógikus cselekedeteiről (Catuḥśataka) - Árjadéva
  - Bevezető a középútba (Madhjamakávatára, wylie: dBu-ma-la ‘Jug-pa) - Csandrakírti
  - A középút dísze (Madhjamákalamkára) - Sántaraksita
  - A bodhiszattva útja (Bodhiszattvacsarjávatára, wylie: sPyod-‘jug) - Sántidéva
4. Logika (Pramána wylie: tshad-ma) 
  - Értekezés az érvényes megismerésről (Pramánavarttika) - Dharmakírti
  - Az érvényes megismerés rövid összefoglalója (Pramánaszamuccsaja) - Dignága
5. Fogadalmi moralitás (vinaja, wylie: 'dul-ba) 
  - A Vinaja gyökere (Vinaja-múla-szútra, Dülwa Do Tsawa, wylie: 'dul-ba mdo rtsa-ba) - Pandita Gunaprabha

## A cím megszerzése
A gelug iskolában a gese fokozatot nem kaphatja világi személy. Korábban buddhista apácák (bhikkhuni) sem kaphattak gese címet, azonban ezt a szabályt megváltoztatták és jelenleg is tart a négy részből álló vizsga a legelső apácák számára. A gelug tanmenet, amely 12 - 40 évig tart, tibeti nyelvű szövegmemorizálásból és szertartásos vitázásból áll.
Minden évben rendeznek vizsgát a tanulmányaikkal éppen végző diákok számára, amelyet az egyes főiskolák apátjai bírálják el. Ezekre a vizsgákra nem lehet külön készülni, ugyanis a teljes tananyagból kérdez az apát. A vizsga végén az apát valamilyen kategóriájú gese címet ítél oda a vizsgázó képességeinek megfelelően. Négyféle kategória létezik, dorampa, lingce, corampa és lharampa, amelyek közül a legutóbbi a legmagasabb fokozat. A vizsga után a gese jelölteknek a következő nyolc hónapban minden háromnapos vitasorozaton részt kell venniük.